# (5443) Encrenaz
(5443) Encrenaz est un astéroïde de la ceinture principale.

## Description
(5443) Encrenaz est un astéroïde de la ceinture principale. Il fut découvert 14 juillet 1991 par Henry E. Holt au mont Palomar. Il présente une orbite caractérisée par un demi-grand axe de 2,4722 UA, une excentricité de 0,1081 et une inclinaison de 10,7341° par rapport à l'écliptique.
Il fut nommé en hommage à l’astrophysicienne française Thérèse Encrenaz, directrice de recherche au CNRS, vice-présidente de l'observatoire de Paris jusqu'en 2011 et spécialiste des atmosphères planétaires.

## Compléments